# فرد كوستيلو
فرد كوستيلو (بالإنجليزية: Fred Costello)‏ هو سياسي أمريكي، ولد في 9 فبراير 1950 في أورلاندو في الولايات المتحدة. حزبياً، نشط في الحزب الجمهوري. وقد انتخب عضو مجلس نواب فلوريدا.

## وصلات خارجية
- الموقع الرسمي